# Eugeneodontida
Ordre
Genres de rang inférieur
- Famille Eugeneodontidae
  - Bobbodus
  - Eugeneodus
  - Gilliodus
- Super-famille Edestoidea
  - Famille Helicoprionidae
    - Agassizodus
    - Arpagodus
    - Campyloprion
    - Helicoprion
    - Hunanohelicoprion
    - Parahelicoprion
    - Sarcoprion
    - Sinohelicoprion
    - Toxoprion

  - Famille Edestidae
    - Edestus
    - Helicampodus
    - Lestrodus
    - Metaxyacanthus
    - Parahelicampodus
    - Physonemus
    - Prospiraxis
    - Syntomodus
- Super-famille Caseodontoidea
  - Campodus
  - Chiastodus
  - Famille Caseodontidae
    - Caseodus
    - Erikodus
    - Fadenia
    - Ornithoprion
    - Romerodus

Synonymes
- † Eugeneodontiformes Zangerl, 1981

Les Eugeneodontida ou Eugeneodontiformes forment un ordre éteint de poissons cartilagineux holocéphales caractérisé par une dentition insolite, qui sont apparus au début du Dévonien, il y a environ 407,7 millions d'années et qui ont disparu au début du Trias, il y a 247,2 millions d'années, survivant ainsi de l'extinction Permien-Trias.

## Description
Cet ordre d'Holocéphales possédait des mâchoires de formes particulières : 
- la famille des Edestidae possédait une seule rangée de dents semblables à des scies ;
- les dents de la famille des Helicoprionidae formaient une sorte de scie circulaire ;
- les Caséodontoïdes possédaient des dents en forme de râpes, adaptées à un régime durophage[3].